# Rybnik (powiat łęczycki)
Rybnik – wieś w Polsce położona w województwie łódzkim, w powiecie łęczyckim, w gminie Grabów.
W latach 1975–1998 miejscowość należała administracyjnie do województwa konińskiego.
Zobacz też: Rybnik, Rybniki